# Polemonium hingganicum
Polemonium hingganicum är en blågullsväxtart som först beskrevs av Pu Hwa Huang och S.Y. Li, och fick sitt nu gällande namn av S.Y. Li och K.T. Adair. Polemonium hingganicum ingår i släktet blågullssläktet, och familjen blågullsväxter. Inga underarter finns listade i Catalogue of Life.